# نهر كاماكوا
نهر كاماكو (Camaquã River) هو نهر في ولاية ريو غراندي دو سول في جنوب البرازيل .
يصب في دلتا نهر لاغوا دوس باتو، في 7,993 هكتار (19,750 أكر) من حديقة ولاية كاماكوا، التي تم إنشاؤها في عام 1975.